# Madison (Nuevo Hampshire)
Madison es un pueblo ubicado en el condado de Carroll en el estado estadounidense de Nuevo Hampshire. En el Censo de 2010 tenía una población de 2.502 habitantes y una densidad poblacional de 23,6 personas por km².

## Geografía
Madison se encuentra ubicado en las coordenadas 43°54′32″N 71°9′13″O / 43.90889, -71.15361. Según la Oficina del Censo de los Estados Unidos, Madison tiene una superficie total de 106.01 km², de la cual 99.83 km² corresponden a tierra firme y (5.83%) 6.18 km² es agua.

## Demografía
Según el censo de 2010, había 2.502 personas residiendo en Madison. La densidad de población era de 23,6 hab./km². De los 2.502 habitantes, Madison estaba compuesto por el 97.64% blancos, el 0.92% eran afroamericanos, el 0.4% eran amerindios, el 0.08% eran asiáticos, el 0% eran isleños del Pacífico, el 0.16% eran de otras razas y el 0.8% pertenecían a dos o más razas. Del total de la población el 1.44% eran hispanos o latinos de cualquier raza.